# Aloha (Oregon)
Aloha è un census-designated place degli Stati Uniti d'America, nella contea di Washington nello Stato dell'Oregon. Fa parte dell'area metropolitana di Portland.